# 圣瑞斯特勒马尔泰勒
圣瑞斯特-勒马尔泰勒（法語：Saint-Just-le-Martel，法語發音：[sɛ̃ ʒyst lə maʁtɛl]）是法国新阿基坦大区上维埃纳省的一个市镇，位于该省中南部，属于利摩日区。

## 地理
圣瑞斯特-勒马尔泰勒（45°51'45"N, 1°23'16"E）面积31.7 平方千米，位于法国新阿基坦大区上维埃纳省，该省份为法国中西部省份，北起顺时针与安德尔省、克勒兹省、科雷兹省、多爾多涅省、夏朗德省和维埃纳省接壤。
与圣瑞斯特-勒马尔泰勒接壤的市镇（或旧市镇、城区）包括：欧雷伊、费蒂亚、维埃纳河畔勒帕莱、帕纳佐勒、鲁瓦耶尔、圣普列斯特托里永。
圣瑞斯特-勒马尔泰勒的时区为UTC+01:00、UTC+02:00（夏令时）。

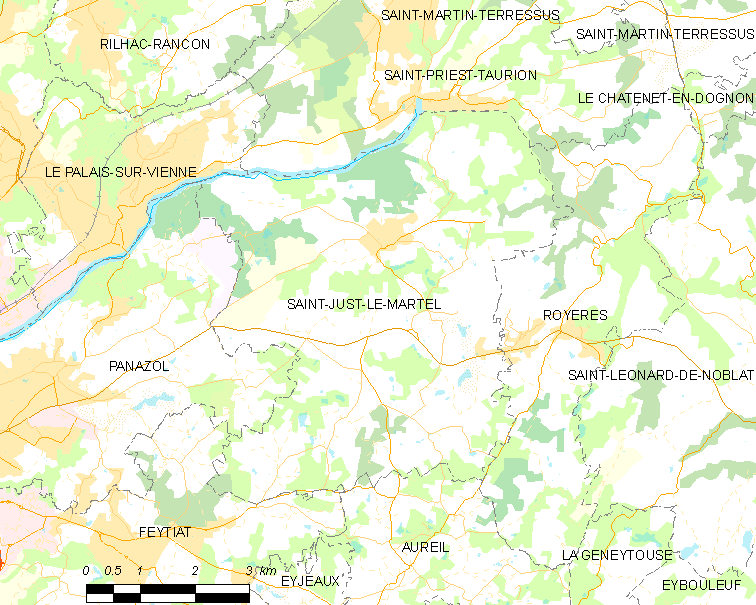
圣瑞斯特-勒马尔泰勒的OSM定位图

## 行政
圣瑞斯特-勒马尔泰勒的邮政编码为87590，INSEE市镇编码为87156。

## 政治
圣瑞斯特-勒马尔泰勒所属的省级选区为圣莱奥纳尔-德诺布拉县。

## 人口

1962-2008年间圣瑞斯特-勒马尔泰勒人口变化图示

圣瑞斯特-勒马尔泰勒于2022年1月1日时的人口数量为2654人。